# نوریکو کویسو
نوریکو کویسو (انگلیسی: Noriko Koiso؛ زادهٔ ۱۵ ژانویهٔ ۱۹۷۴) بازیکن بسکتبال اهل ژاپن بود.
وی در مسابقات کشوری و بین‌المللی در مجموع برندهٔ ۱ مدال طلا، ۱ مدال نقره شده‌است.